# Benighted
Benighted — французька брутал дет/грайндкор-команда, утворена у місті Сент-Етьєн у 1998 році.

## Історія
Benighted (1998—2000)
У травні 1998—2000 колектив працює над першим альбомом і дає кілька концертів. Те, що уособлювала в той час їхня музика — це суміш блек-металу і дет-металу. Сім найкращих треків були записані у червні 2000 року у студії Plaza Records недалеко від Ліону. Відгуки про перший альбом були хорошими, та високо оцінений андерграундною пресою. Після цього Benighted одразу ж прикували до себе увагу різних організаторів для проведення концертів по всій території країни. У січні 2001 року гурт розпочинає співпрацю з лейблом Adipocere Records.
Psychose (2001—2002)
У серпні Benighted повертаються у студію Plaza Records для запису 11-ти нових для другого альбому, «Psychose». Музична частина заглиблюється у дез-метал. Цей альбом здається більш технічним, чим попередній. Артворк оформлював Джин-Паскаль Фоернір (Immorral, Impaled Nazarene, Rain, Edguy). В той самий час Chart був звільнений з групи. У квітні 2002 року після великої кількості проблем альбом «Psychose» нарешті був виданий. Повернення дуже позитивно вплинуло на гурт, і був проведений тур з Carcariass, Furia і Rain, організований лейблом Adipocere. Далі колектив запросив до роботи Remy над басовими партіями, і згодом його взяли в тур як повноцінного учасника.
Insane Cephalic Production (2003—2004)
У грудні 2002 року Benighted починає роботу над третім альбомом під назвою «Insane Cephalic Production». Альбом видано лейблом Adipocere у 2003 році. Нова робота стає найбрутальнішою із всього виданого раніше. Через особисті причини групу покидає басист Remy. У серпні 2003 року Benighted їде у Німеччину для запису нового альбому у студії Kohlekeller у Seeheim. Mick із Destinity заспівав на треці «Puerperal Cannibalism» разом з Julien'ом. Альбом «Insane Cephalic Production» був виданий у лютому 2004 року. Для наступних виступів Bertran з групи Winds of Torment грає на бас-гітарі і, місяць потому, колектив знаходить хорошого басиста. У квітні 2004 було заплановано багато концертів з такими гігантами, як Morbid Angel, Deicide, Fear Factory, Slipknot, Soulfly, Impaled Nazarene, Loudblast, Destinity, Dew-Scented, Graveworm, Dying Fetus, Aborted і Nasum. Також Benighted грають на великих фестивалях: Fury Fest і Nuclear Fest. У 2005 році група їде у тур в підтримку «Insane Cephalic Production» до березня, коли починається робота над наступним, четвертим за рахунком, альбомом.
Identisick (2005—2006)
У серпні 2005 року Benighted повертаються у студію Kohlekeller для запису альбому «Identisick», котрий видано 13 січня 2006 року. Цей альбом містить 10 пісень і кавер на пісню Napalm Death — «Suffer the Children». Kris з групи Kronos і Leif з Dew-Scented з'являються як гості на альбомі. Альбом дуже ефектний зі своїми швидкими і качаючими треками. Стиль можна тепер охарактеризувати, як брутал дет-метал з деяким впливом треш металу, грайндкору і хардкору. У лютому 2006 року ударник Fred покидає колектив. Benighted затверджують нового барабанщика — Kikou. У такому складі гурт  їде в тур у підтримку альбому «Identisick», де грає на фестивалях Tomawok Fest і The Death Feast Open. Тур продовжується до червня 2007 року. З поверненням із туру група підписує контракт з лейблом Osmose Prod.
Icon (2007—2010)
Влітку 2007 року на студії Kohlekeller записується і мікшується новий альбом, «Icon». Артворк виконав Phlegeton (Mortician, Avulsed). Альбом містить 12 лютих і брутальних дэт/грайнд пісень. Запрошеним учасником став Jagger з Disbelief. Альбом видано 15 жовтня 2007 року. Весь 2008 рік група виступає Європою: Houten Death Fest у Голландії, Inferno Fest у Норвегії, Obscene у Чехії і у безлічі інших міст. У 2009 році пройшов тур з Aborted, і був написаний новий матеріал.
Asylum Cave (2011—2012)
Альбом «Asylum Cave» видано 29 березня 2011 року на лейблі Season of Mist. За традицією, не обійшлося без гостей: вокал на треку «Unborn Infected Children» виконав Sven з Aborted; на треку «A Quiet Day» — Mike з Devourment; на треку «Fritzl» — Asphodel з Pin-Up Went Down.

## Учасники
Склад гурту
- Julien Truchan — вокал (1998–дотепер)
- Alexis Lieu — бас (2014–дотепер)
- Olivier Gabriel — гітара (1998–дотепер)
- Adrien Guérin — гітара (2012–дотепер)
- Kevin «Kikou» Foley — ударні (2006–дотепер)

Колишні учасники
- Fred Fayolle — ударні (1998—2006)
- Rémi Aubrespin — бас (2002)
- Chart — бас (1998—2002)
- Liem N'Guyen — гітара (1998—2012)
- Eric Lombard — бас (2004—2014)

## Дискографія
| Альбом                     | Рік  | Лейбл/Студія      |
| -------------------------- | ---- | ----------------- |
| Benighted                  | 2000 | Plaza Records     |
| Psychose                   | 2002 | Adipocere         |
| Insane Cephalic Production | 2004 | Adipocere Records |
| Identisick                 | 2006 | Adipocere Records |
| Icon (альбом Benighted)    | 2007 | Osmose Prod       |
| Asylum Cave                | 2011 | Season of Mist    |
| Carnivore Sublime          | 2014 | Season of Mist    |
| Necrobreed                 | 2017 | Season of Mist    |